# 鎖陽
锁阳（学名：Cynomorium songaricum），属锁阳科的一种植物，又名不老藥、地毛球、鏽鐵棒、鎖嚴子。
锁阳是一种寄生植物，寄生於白刺（Nitraria sibirica）的根部。

## 形态

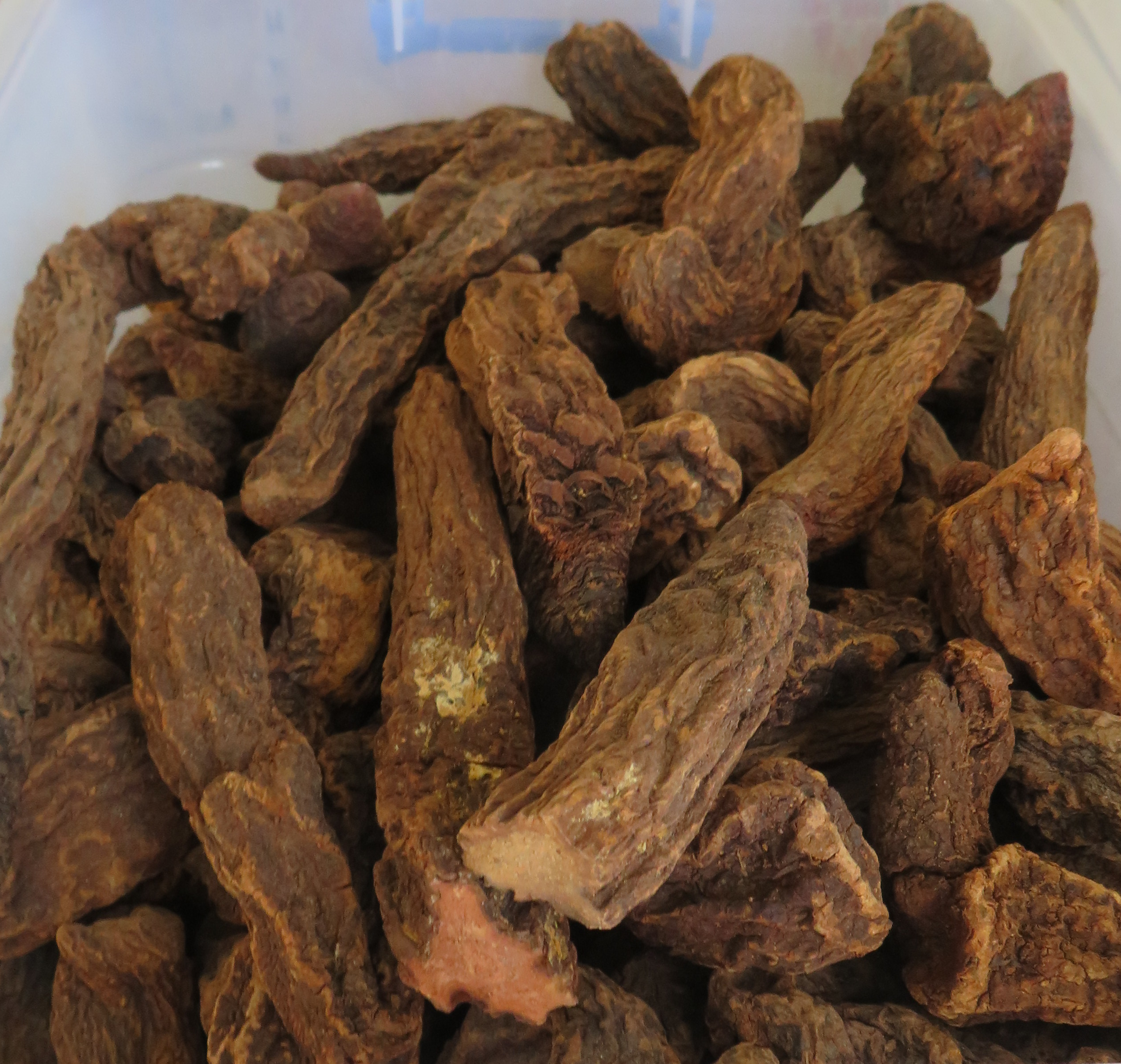
干燥肉质茎

暗红色圆柱状的茎，无叶绿素；地下茎粗短，有多数瘤突状吸收根；叶子退化为鳞片状。夏季开暗紫色花，穗状花序顶生，矩圆形棒状，生密集的花和鳞片状苞片。

## 分布
分布于地中海地区和亚洲中部，中国甘肃河西走廊、內蒙阿拉善盟、新疆阿勒泰、青海海西等地均产。

## 醫藥用途
中醫將之視為壯陽藥

## 記載
- 《本草綱目》：「甘、溫、無毒。大補陰氣，益精血，利大便。潤燥養筋，治痿弱。」
- 《輟耕錄》：「功力百倍於蓯蓉也。」
- 《本草從新》：「益精興陽，潤燥養筋，治痿弱，滑大腸。」
- 《本草圖解》：「補陰益精，潤燥養筋，凡大便燥結，腰膝軟弱，珍為要藥。」
- 《中藥志》：「補腎，滑腸，強腰膝。主治男子陽痿，女子不孕，血枯便秘，腰膝痿弱。」

## 外部連結
- 三七健康網-認識藥材_認識鎖陽 （页面存档备份，存于）
- 鎖陽 Suoyang （页面存档备份，存于） 藥用植物圖像數據庫 （香港浸會大學中醫藥學院） （中文）（英文）
- 鎖陽 中藥材圖像數據庫  (香港浸會大學中醫藥學院) （中文）（英文）
- 鎖陽 Suo Yang （页面存档备份，存于） 中藥標本數據庫 (香港浸會大學中醫藥學院) （繁體中文）（英文）
- 表兒茶素沒食子酸酯 Epicatechin gallate （页面存档备份，存于） 中草藥化學圖像數據庫 (香港浸會大學中醫藥學院) （中文）（英文）

## 延伸阅读
[在维基数据编辑]
 《欽定古今圖書集成·博物彙編·草木典·鎖陽部》，出自陈梦雷《古今圖書集成》
 《植物名實圖考·鎖陽》，出自吳其濬《植物名實圖考》